# Jameela Jamil

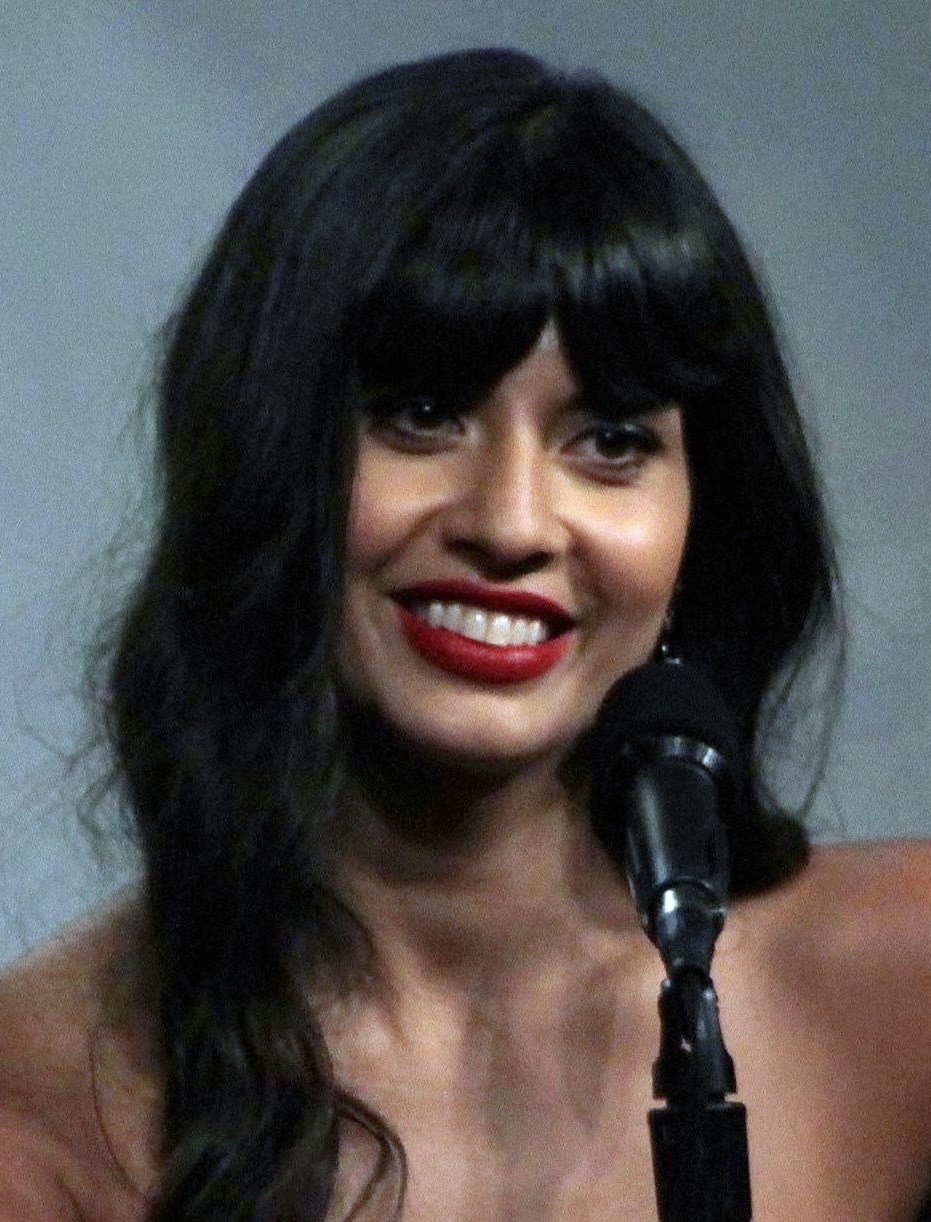
Jameela Jamil (2018)

Jameela Alia Jamil (* 25. Februar 1986 in Hampstead, London, England) ist eine britische Fernsehmoderatorin, Radiomoderatorin, Model, Journalistin und Schauspielerin. Auftritte hatte sie unter anderem für Channel 4, BBC, NBC und BBC Radio 1.

## Leben

### Frühe Jahre und gesundheitliche Probleme
Jamil wurde als Tochter eines indischen Vaters und einer pakistanischen Mutter am 25. Februar 1986 in London geboren. Sie wurde mit einer angeborenen Schwerhörigkeit und Labyrinthitis geboren und hatte daraufhin mehrere Operationen, um diese Krankheiten zu behandeln. 2015 gab sie an, 70 % mit ihrem linken und 50 % mit ihrem rechten Ohr hören zu können.
In der Schule war sie schüchtern und ein Bücherwurm. Besonderes Interesse hatte sie dabei für die Fächer Kunst und Biologie. Im Alter von 17 Jahren hatte sie einen Autounfall, nachdem sie angab, von einer Biene verfolgt zu werden und brach sich dabei mehrere Knochen und beschädigte ihre Wirbelsäule. Anfangs wurde ihr gesagt, dass sie vielleicht nie wieder gehen könne, doch durch eine Physiotherapie und Medikamente lernte sie das Gehen langsam wieder.

### Berufliche Anfänge

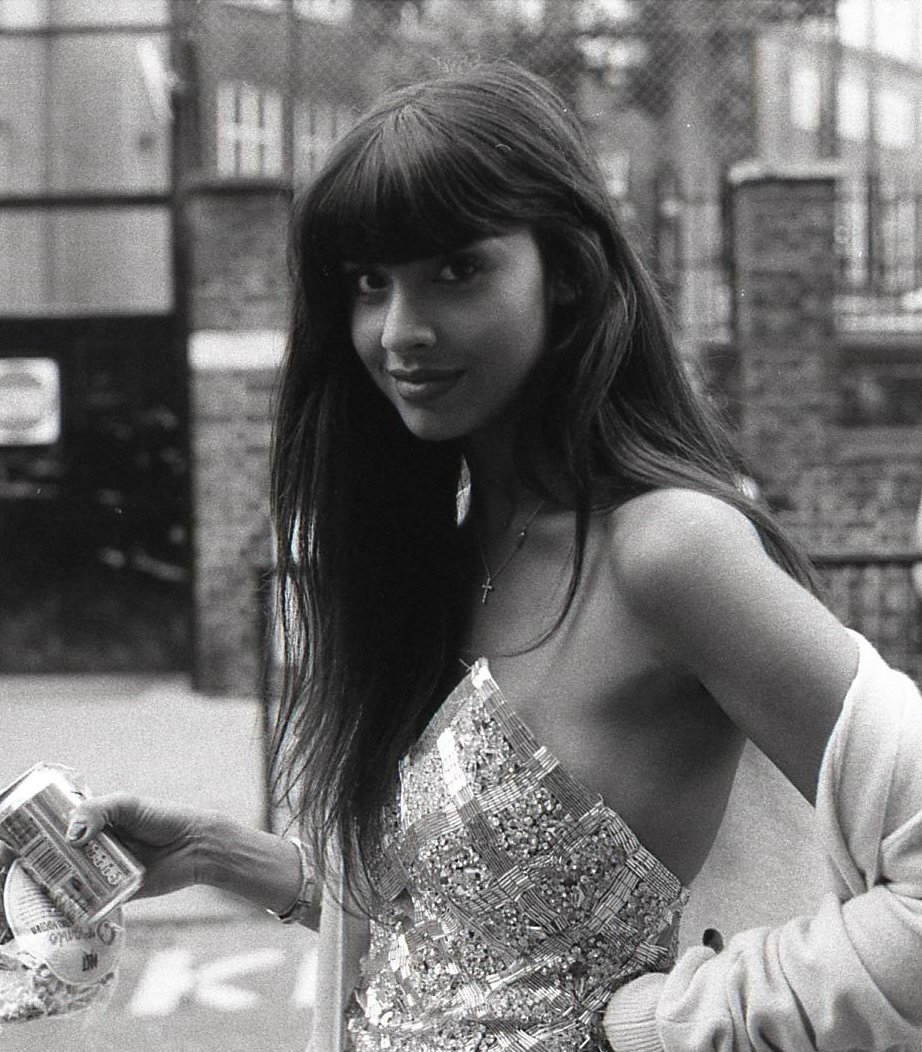
Jameela Jamil auf der London Fashion Week im Jahr 2009

Jamil unterrichtete ausländische Schüler in Englisch an der Callan School of English in der Oxford Street und arbeitete später auch als Model, Fotografin und als Modescout für Premier Model Management Limited.

### Karriere

#### Auftritte in Print-Medien und als Model
Jamil wurde von David Bailey für die Zeitschrift Vogue im Januar 2010 fotografiert und erschien in der British Editorial Class of 2010. Zwischen 2012 und 2014 schrieb sie Kolumnen für das Frauenmagazin Company. Ebenfalls schrieb sie für das Cosmopolitan Magazine und die Huffington Post. Weitere Aufträge als Model hatte sie für Glamour, Cosmopolitan und Teen Vogue. Außerdem wurde sie 2012 Model für Maybelline und Nails Inc. Im Juni 2012 startete sie eine Kollaboration mit Very.co.uk, um ihre erste Modekollektion zu starten. 2012 wurde sie ebenfalls für ihre Texte von der British Society of Magazine Editors und Professional Publishers Association für die Preisverleihung nominiert.
Ihren ersten Auftritt auf einem US-amerikanischen Cover hatte sie im Februar 2018 in The Cut.

#### Fernseh- und Hörfunk-Karriere
Ihren ersten Fernsehauftritt hatte sie Ende 2008 in der Fernsehsendung Music Zone. 2009 begann sie auf T4 zu moderieren, wo sie unter anderem Prominente interviewte. Nachdem im Januar 2009 Alexa Chung die Morgensendung Freshly Squeezed verlassen hatte, übernahm sie zusammen mit Nick Grimshaw die Position ein. Im Januar 2012 übernahm sie die Position von June Sarpong in Playing It Straight. Ebenfalls moderierte sie die Online-Modeshow The Closet, die von Twenty Twenty Television produziert wurde und auf der Social-Media-Seite Bebo veröffentlicht wurde. Zwischen 2013 und Januar 2015 moderierte sie zusammen mit Scott Mills The Official Chart und The Official Chart Update auf BBC Radio 1 und war damit die erste Frau in der Geschichte des Programms.
Von 2016 bis 2020 spielte sie die Hauptrolle Tahani Al-Jamil in der Fernsehserie The Good Place. Sie gab an, dass sie vorher nicht viel darüber wusste, wovon die Serie handelt und dass dies ihre erste Schauspiel-Rolle sei.

### Aktivismus und Wohltätigkeit
2015 startete sie die Eventagentur Why Not People?, um Live-Unterhaltung für Menschen mit Behinderungen zugänglich zu machen. Im März 2017 startete sie den Instagram-Blog I Weigh, um die charakterlichen Werte von Frauen vor den äußerlichen hervorzuheben. So teilen Follower Selfies mit dem Hashtag #iweigh und einem Text bzw. einzelnen Wörtern der beschreibt, warum sie stolz auf sich sind. Inspiriert wurde sie dabei von einem Foto von Khloé Kardashian, Kim Kardashian und Kourtney Kardashian.
Außerdem setzt sie sich für mehrere Wohltätigkeitszwecke ein. So unterstützt sie die Cultural Learning Alliance, die sich für die Kultur für Kinder und Jugendliche einsetzt und die Jugendorganisation Vinspired National Awards. Ebenfalls designte sie ein SpongeBob-Schwammkopf-Kostüm für eine Wohltätigkeits-Aktion für Kinder und trug für Comic Relief 16 Tage lang ein Huhn-Kostüm, da für jeden Tag 1000 Pound gespendet werden und sie somit ca. 16.000 Pound einsammelte.

### Privates und Vorwürfe
Seit 2015 befindet sie sich in einer Beziehung mit dem Musiker James Blake. Sie bezeichnet sich selber als queer. Nach Anschuldigungen im Jahr 2018, sie sei eine schlechte Muslimin, teilte sie öffentlich mit, dass sie keine Muslimin sei und auch keiner Religion folge.

## Filmografie

### Film und Fernsehen
- 2009–2012: Freshly Squeezed
- 2012: Playing It Straight
- 2016–2020: The Good Place als Tahani Al-Jamil
- 2018: Animals. als Pferd (Stimme)
- 2019–2021: DuckTales als Gandra Dee (Stimme)
- 2020: Crossing Swords als Sloane (Stimme)
- 2020–2022: Jurassic World: Neue Abenteuer (Jurassic World: Camp Cretaceous, Stimme als Roxie)
- seit 2020: Mira, Royal Detective (Fernsehserie, Stimme als Auntie Pushpa/Townsperson)
- 2022: She-Hulk: Die Anwältin (She-Hulk: Attorney at Law, Miniserie, 5 Folgen)
- 2022: Marry Me – Verheiratet auf den ersten Blick (Marry Me)
- 2022: DC League of Super-Pets (Stimme)
- 2023: Die statistische Wahrscheinlichkeit von Liebe auf den ersten Blick (Love at First Sight)

### Radio
- 2013–2015: The Official Chart